# Albinella
Albinella is een geslacht van rechtvleugeligen uit de familie Romaleidae. De wetenschappelijke naam van dit geslacht is voor het eerst geldig gepubliceerd in 2002 door Carbonell.

## Soorten
Het geslacht Albinella  is monotypisch en omvat slechts de volgende soort:
- Albinella pulchra (Carbonell, 2002)